# Solitaire (papillon de jour)
Pour les articles homonymes, voir Solitaire.
Colias palaeno
Espèce
Statut de conservation UICN

 LC  : Préoccupation mineure
Le Solitaire (Colias palaeno) est une espèce de lépidoptères (papillons) de la famille des Pieridae, de la sous-famille des Coliadinae et du genre Colias.

## Dénomination
Colias palaeno (Linnaeus, 1761)
Synonymes : Colias europomene (Ochsenheimer, 1816), Papilio europome (Esper, 1779)

### Sous-espèces  et formes

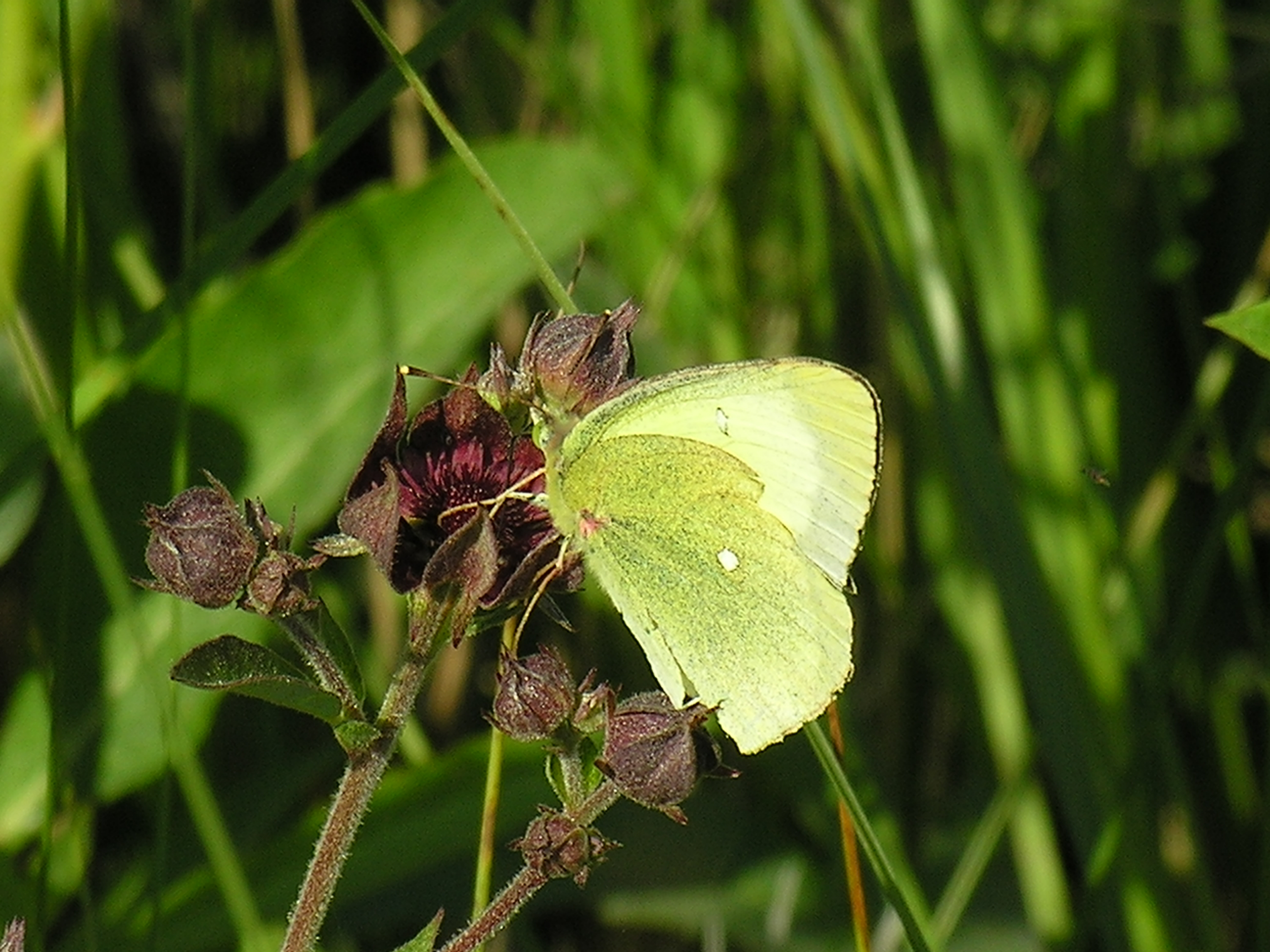
Solitaire

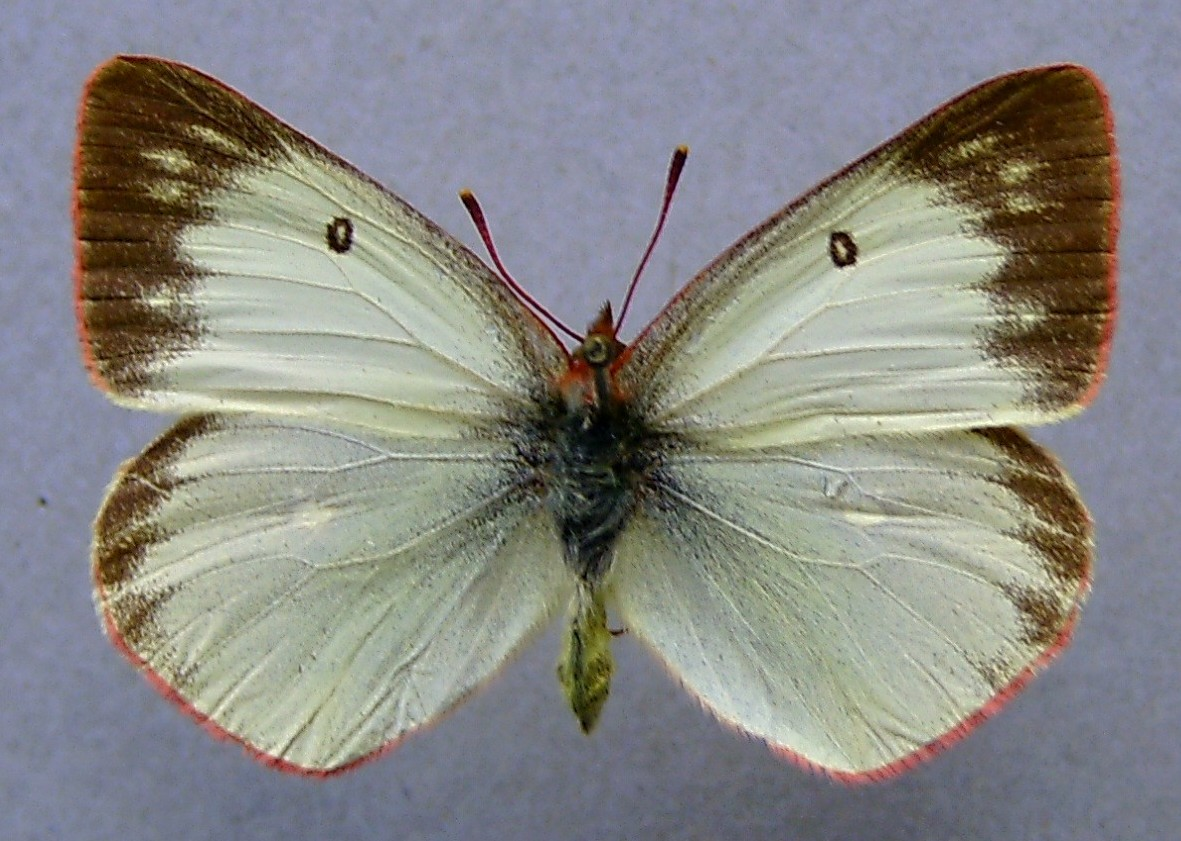
femelle

- Colias palaeno palaeno en Suède, Norvège, Finlande et Estonie
- Colias palaeno aias (Fruhstorfer, 1903) au Japon
- Colias palaeno europome (Esper, 1778) dans les tourbières d'Europe du Nord, de Belgique, d'Allemagne, de Slovaquie, de Roumanie et d'Ukraine et du Jura
- Colias palaeno europomene (Ochsenheimer, 1808) en haute altitude dans les Alpes[2]
- Colias palaeno orientalis (Staudinger, 1892) au Kamtchatka
- Colias palaeno poktusani (O. Bang-Haas, 1934) dans le nord de la Corée
- Colias palaeno sachalinensis (Matsumura, 1919)
- Colias palaeno synonyma (Bryk, 1923) en Suède et au Danemark[3].

### Noms vernaculaires
Le Solitaire se nomme Moorland Clouded Yellow ou Palaeno Sulphur ou Pale Arctic Clouded Yellow en anglais, Hochmoorgelbling ou Zitronengelbe Heufalter en allemand, Veenluzernevlinder ou Veengeeltje of rijsbesvlinder en néerlandais, Szlaczkoń torfowiec en polonais.

## Description
Le Solitaire est un papillon de taille moyenne, de couleur jaune très pâle, bordé d'une frange rouge, avec un point noir ou blanc au centre de l'aile antérieure. Le revers de l'aile antérieure est blanc à apex jaune alors que le revers de l'aile postérieure est jaune avec un point discoïdal blanc différenciant les deux sexes.

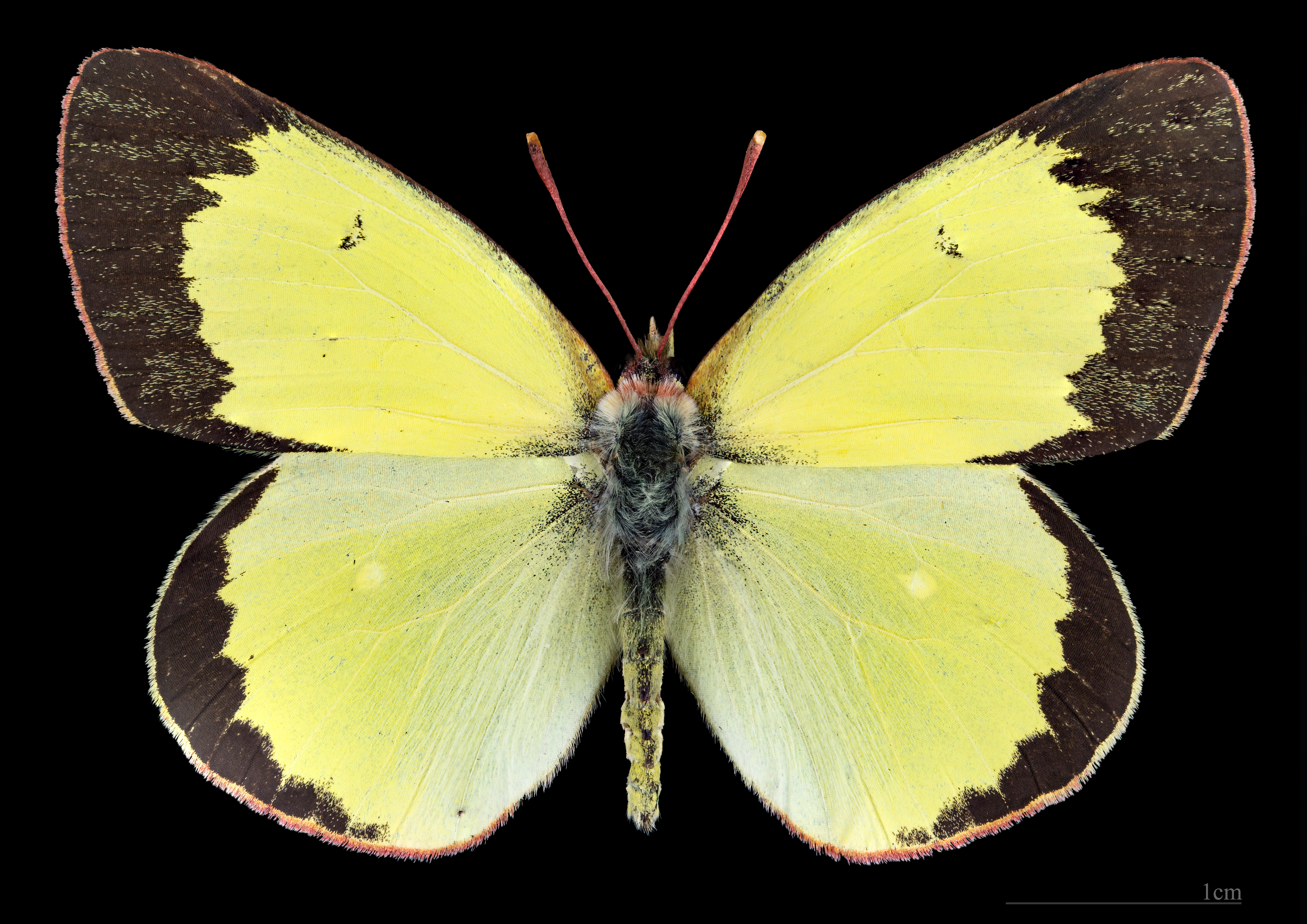
Colias palaeno ♂  MHNT
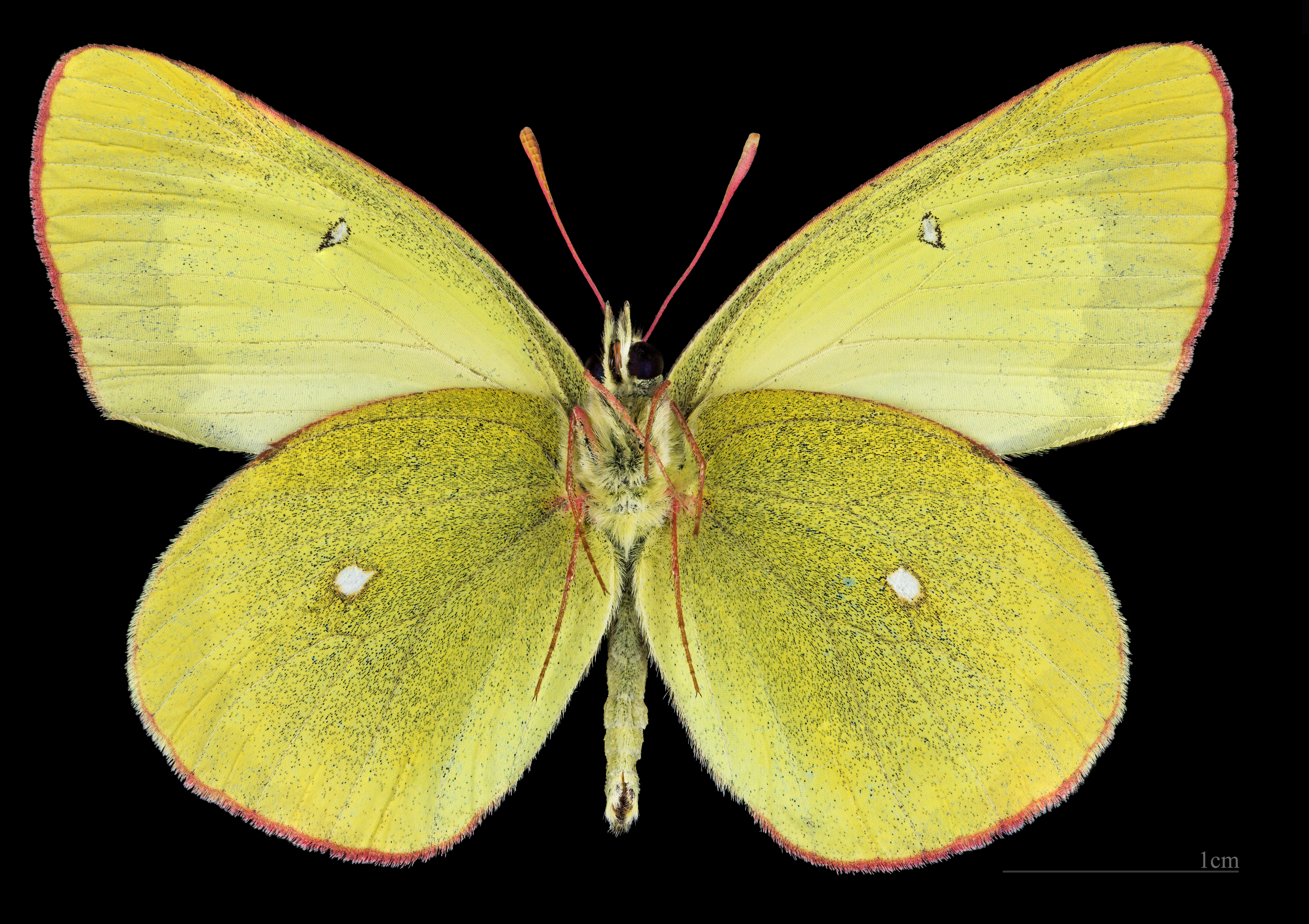
Colias palaeno ♂   △ MHNT

### Chenille
Les œufs éclosent vite et donnent des chenilles vertes ornées d'une raie jaune sur les côtés..

## Biologie

### Période de vol et hivernation
C'est soit la chenille qui hiverne, soit, dans le grand nord, les œufs qui, dans ce cas  éclosent au printemps suivant.
Il vole de juin à juillet-août, en une seule génération.

### Plantes hôtes
Les plantes hôtes de sa chenille  sont des Vaccinium, Airelle-myrtille Vaccinium myrtillus et Airelle des marais Vaccinium uliginosum,.

## Écologie et distribution
Le Solitaire est présent dans deux zones séparées en Europe centrale et septentrionale, puis dans l'est de la Sibérie, dans la Péninsule tchouktche et au Japon.
En Europe, il est présent depuis l'est de la France (Jura et Alpes) jusqu'aux États baltes et au nord de la Suède, de la Norvège, de la Finlande et jusqu'aux frontières est de l'Europe géographique.
En France, il n'est plus présent que dans quelques départements : Indre, Aube, Doubs, Jura, Hautes-Alpes, Alpes-de-Haute-Provence et Alpes-Maritimes. Suivant d'autres relevés il ne serait présent  que dans l'ensemble du Jura et des Alpes

### Biotope
Il affectionne les tourbières, landes acides et marais.

### Protection
C'est une espèce menacée qui figure sur la liste rouge des insectes de France métropolitaine (arrêté ministériel du 23 avril 2007 abrogeant l'arrêté antérieur du 22 juillet 1993), et en Allemagne sur les listes rouge de la Bavière et du Bade-Wurtemberg,.